# Gare de Limours-État
Ne doit pas être confondu avec Gare de Limours.
La gare de Limours-État est une ancienne gare ferroviaire française de la ligne d'Ouest-Ceinture à Chartres. Elle était située sur le territoire de la commune de Limours dans l'actuel département de l'Essonne.
Construite en 1922 mais ouverte seulement en 1930, elle ne connaîtra qu'un maigre trafic local car la ligne de Paris à Chartres par Gallardon, censée offrir un second itinéraire en direction de l'ouest, ne sera jamais achevée. Elle est fermée dès 1939.

## Situation ferroviaire
La gare était située sur la ligne d'Ouest-Ceinture à Chartres, dite de Paris à Chartres par Gallardon. Elle était encadrée par la gare de Bonnelles, au sud-ouest, et la halte de Gometz-le-Châtel au nord-est.

## Histoire
La ligne de Paris à Chartres par Gallardon, dont les travaux débutent en 1907, avait initialement pour objectif de permettre aux Chemins de Fer de l'État de disposer de leur propre itinéraire d'accès à Paris au lieu d'emprunter les voies de la Compagnie de l'Ouest. Mais le rachat par l'État en 1909 du réseau de l'Ouest réduit drastiquement l'intérêt de cette ligne. Le projet indique qu'il est prévu une halte de Limours-État. Le 29 août 1913, un avis parait au journal officiel pour une adjudication sur offre de rabais des bâtiments, quais et cours des stations de la partie comprise entre Limours et Chartres. Il est précisé : empierrement du chemin d'accès de Limours-État et bordures et caniveaux de l'avenue des voyageurs de Limours-État.
Les travaux continuent tout de même au ralenti, puis sont interrompus en raison de la Première Guerre mondiale. La gare est achevée en 1922 mais il faut attendre 1930 pour qu'elle voie passer des trains reliant Chartres à Massy - Palaiseau. L'appellation « Limours-État » permet de différencier la gare de l'autre gare de Limours, celle du Paris-Orléans, qui sert de terminus à la ligne de Sceaux. Une correspondance est possible entre les deux gares bien qu'elles soient entièrement séparées.
L'inachèvement de la ligne en direction de Paris fait que la gare de Limours-État ne connaît qu'un trafic anecdotique, principalement local. Le déclenchement de la Seconde Guerre mondiale sonne le glas de la ligne, et la gare ferme ses portes en septembre 1939.
Les emprises de la gare sont toujours visibles, même si le bâtiment voyageurs a été démoli.